# Lama (person)
 Denne artikel omhandler de tibetanske munke. Opslagsordet har også en anden betydning, se Lama.
Inden for tibetansk buddhisme kaldes læreren for lama. Lama er et tibetansk ord, der betyder "højeste princip". Forholdet mellem lærer og elev anses for at være af stor betydning for en god buddhistisk praksis. Læreren videregiver sin erfaring og indsigt, og kan dermed hjælpe eleven til hurtig udvikling. På denne måde er viden og metoder blevet videregivet i lige linje siden den historiske Buddhas tid for godt 2500 år siden.
Lamaen giver tre ting: Velsignelse, udvikling og beskyttelse.
Velsignelse er en følelse af tillid og åbenhed, der får den velsignede til at tror på, at målet kan nås.
Ikke to mennesker er ens, og derfor anviser læreren forskellige metoder til forskellige mennesker. Udvikling opnås således ved at anvende de metoder, der anses at medføre den mest hensigtsmæssig udvikling.
Beskyttelse er nødvendig, når man anvender kraftfulde metoder som Vayrayana, diamantvejsbuddhisme. Beskyttelsen, dvs. at en Lama findes til at vejlede og støtte, skaber tryghed såvel under meditation som i hverdagen, og gør alle oplevelser meningsfulde og erfaringsbærende.
En lama kan enten være munk eller lægmand. Et eksempel på en dansk lama er Lama Ole Nydahl.